# 鸿宾楼
鸿宾楼是北京的一家天津风味特级清真餐馆，创建于清朝咸丰三年（1853年）。原址在天津旭街，1955年后迁至北京，目前位于展览馆路11号。招牌菜肴为“全羊席”、红烧牛尾，但除烹制牛羊大餐外，鸿宾楼也精于海味河鲜。目前鸿宾楼为聚德华天旗下控股的老字号之一。

## 历史
原址位于天津，牌匾及清末天津两榜进士于泽久所书。鸿宾楼迁入北京后，首先位于和平门外，几经波折后座于西单，1998年迁入展览館路新址至今。